# Fitobalneoterapia
La fitobalneoterapia è una metodica di medicina termale, affine alla peloidoterapia, che consiste nell'immergere le persone in vasche contenenti erba di montagna in via di fermentazione. Essa, a volte, va sotto il nome di "bagni di fieno" anche se in realtà si tratta di una dizione impropria in quanto viene sempre usata erba tagliata di fresco o conservata tramite perfrigerazione che ne evita l'essiccamento.

La fitobalneoterapia venne utilizzata a partire dal XIX secolo in aree montane dell'Austria, dell'Alto Adige e del Trentino. Sembra che sia nata dall'usanza dei contadini di domire su letti d'erba durante la notte ma è verso la fine del 1800 che venne utilizzata come forma di terapia e sono noti anche studi clinici risalenti a quel periodo.

## Metodologia
L'erba utilizzata è montana e viene prelevata tra i 1200 ed i 1500 m di quota. Si tratta di miscele composite di erbe con buona prevalenza di quelle aromatiche (es: timo, iperico, tarassaco, pulsatilla, vulneraria, arnica montana, carlina e genziana). Le erbe vengono poi trasportate e messe in apposite vasche dove vengono riposte. All'interno delle vasche iniziano a svilupparsi processi di fermentazione, sia a causa della flora microbica sia per attività metabolica spontanea, che determinano sviluppo di calore. Già dopo due giorni viene raggiunta, negli strati profondi, una temperatura che si aggira sui 60 °C.

Generalmente le persone da sottoporre a questo trattamento vengono immerse nel letto d'erba calda e vengono lì lasciate per circa 10-20 minuti. Successivamente vengono avvolte in coperte di lana e poste su appositi lettini di reazione per 30-45 minuti durante i quali si manifesta una sudorazione profusa che scompare gradualmente dopo 3-4 ore. Al fine di evitare un possibile disidratamento vengono somministrate bevande che reintegrino i liquidi perduti. Un ciclo di fitobalneoterapia comprende circa 8-12 bagni con un intervallo di un giorno a metà del periodo di trattamento (in genere verso il quinto giorno).

## Indicazioni
Sono indicate al trattamento fitobalneoterapico tutte quelle condizioni patologiche artrosiche sia primarie che secondarie a traumi o a processi degenerativi di interesse reumatologico, che siano, però, lontani da uno stato di infiammazione acuta. Nel trattamento fitobalneoterapico, inoltre, non viene esclusa l'associazione con altre forme di terapia, compresa quella farmacologica.

## Meccanismo d'azione
Il meccanismo d'azione della fitobalneoterapia non è noto.

È noto che il calore produce rilassamento muscolare e favorisce lo scorrimento del collagene ma questa evidenza, anche se ad essa si aggiunge la vasodilatazione che migliora il trofismo tissutale superficiale, è insufficiente a spiegar gli effetti terapeutici che sono stati riportati. Alcuni autori hanno fatto riferimenti alla presunta eliminazione di tossine a seguito della sudorazione profusa (diaforesi) mentre altri studi hanno negato questa associazione arrivando anche a sostenere la presenza di una correlazione inversa tra il quantitativo d'acqua perduto ed il beneficio clinico.

Non è neppure da escludere l'azione di eventuali principi attivi contenuti nelle erbe utilizzate.

## Effetti collaterali e controindicazioni
L'uso della fitobalneoterapia è generalmente ben tollerato anche da persone con problemi cardiovascolari, purché siano stabilizzati, o anche con protesi. Non si sono notati neppure particolari problemi da persone con allergie.

Durante il trattamento possono comparire papule non pruriginose che recedono col tempo, astenia a partire dal terzo-quarto giorno e che in genere non dura oltre l'ottavo. La comparsa di una crisi termale sembra essere un evento poco frequente.

Il trattamento è controindicato in tutte quelle condizioni di acuzie infiammatoria o con cardiopatie, nefropatie o epatopatie non compensate.